# Таня Ковачев
Таня Ковачев (на македонска литературна норма: Тања Ковачев) е икономистка и политик от Северна Македония.

## Биография
Родена е на 17 юли 1983 година в град Скопие, тогава в Социалистическа федеративна република Югославия. Завършва икономика в Скопския университет.
В 2016 година е избрана за депутат от Социалдемократическия съюз на Македония в Събранието на Република Македония.
През май 2019 година Антикорупционната комисия в страната започва процедура за извършено нарушение срещу Таня Ковачев, след като установява, че след като тя става депутат, съпругът ѝ е назначен в АД „Аеродроми“, а сестра ѝ също получава държавна работа.